# Інком

Компанія Інком — українська компанія, системний інтегратор, який вирішує завдання бізнесу своїх клієнтів за допомогою інформаційних технологій (ІТ). Відповідна компетентність фахівців Інком у сфері ІТ у поєднанні зі знаннями в галузі організаційного управління та галузевою експертизою дозволяють компанії створювати ефективні та оптимальні рішення для своїх клієнтів. Інком — єдине ІТ-підприємство, що має 28 філій у найбільших містах по всій території України, а також представництва в Республіці Казахстан та Республіці Білорусь. Свою історію компанія веде з 1990 року.
Головний офіс компанії розташований в Києві, Україна.
У 2015 році Олександр Кардаков разом з міноритарним акціонером Інкому Олександром Федченком (довгий час керував IT-бізнесом Кардакова) вирішили ліквідувати компанію.

## Діяльність
Основні напрямки діяльності компанії Інком:
- Інженерна інфраструктура
- Серверна інфраструктура та інфраструктура зберігання даних
- Мережі та телекомунікації
- Інфраструктурні програмні рішення
- Рішення для дата-центрів
- Виробництво ПК PrimeComputer
- Виробництво серверів PrimeServer
- ІТ-аутсорсинг
- Захист інформації та криптографія
- Системи резервного та безперебійного енергопостачання
- Управління ресурсами та ефективністю бізнесу
- Управління взаємовідносинами з клієнтами
- Контакт-центри
- Управління персоналом
- ІТ-консалтинг
- Спеціалізоване навчання — Центр знань
- Рішення для середнього та малого бізнесу.

Усі підрозділи Інком тісно взаємодіють один з одним і консолідують зусилля, створюючи складні інтегровані комплексні рішення. Стосовно кожного об'єкту фахівці Інком надають клієнтам послуги консалтингу, включаючи фінансово-економічний аналіз з точки зору його ефективності, термінів окупності та оптимальності.

## Історія
1 жовтня 1990 була заснована компанія «Інформаційні комп'ютерні системи» (ICS).
1994—1995 — створення сучасного виробництва персональних комп'ютерів і серверів.
1996—1997 — компанія розвиває напрямок структурованих кабельних систем і систем енергозабезпечення. Накопичений в цей час досвід побудови ІТ-інфраструктури підприємств дозволив швидко перейти до системної інтеграції.
1998—1999.- У ці роки починається активний розвиток мережі філій компанії.
2000—2001 — поява нового виду послуг — консалтингу в галузі комплексних інформаційних систем. Організація мультисервісної мережі, що об'єднує всі обласні центри та великі міста України.
2002—2003 — для оптимізації внутрішніх бізнес-процесів створена корпорація Інком, до якої увійшли компанії, що раніше утворювали холдинг «Інформаційні Комп'ютерні Системи». Протягом року регіональна мережа корпорації Інком поповнилася 8 новими філіями, збільшивши їх загальну кількість до 26 у всіх регіонах України.
2004—2005 — Інком оголошує про створення принципово нової концепції роботи із замовником — IT-інтеграції.
2006—2007 — на початок 2006 року бурхливий розвиток підприємств, що входили у корпорацію, зажадав перегляду підходів до управління. У ході реструктуризації зі складу Інком було виділено кілька бізнес-одиниць, здатних ефективніше задовольняти запити клієнтів і самостійно динамічно розвиватися. У цей же час ускладнення ІТ, а також необхідність провадити не тільки технічні зміни у клієнтів, але й активно впливати на внутрішню організацію діяльності, призводить до того, що акцент в роботі Інком змінюється у бік надання консалтингових послуг.
2007—2008 — В цей час завершився черговий трирічний етап планування Інком, підбивалися підсумки за попередній період і розроблялися плани майбутнього розвитку компанії. Згідно з програмою реструктуризації управління бізнесом змінилася управлінська та організаційна структури компанії, переглянуто моделі продажів, намічено кроки з оптимізації бізнесу.
2008—2009 — Незважаючи на кризу, Інком утримує позиції лідера ринку, відкриває нові напрямки діяльності, розвиває галузеву експертизу, а також випробовує сили на зовнішніх ринках — в Республіці Білорусь та Казахстані.
2010 року Інком відсвяткував своє 20-річчя. Традиційне I місце Інком в рейтингах «Найкращі компанії України» та «Найкращі топ-менеджери України» доповнило I місце в новому рейтингу з оцінки ефективності.
2011 — було створено новий напрямок роботи з підприємствами середнього та малого бізнесу. Ще однією найважливішою подією цього року стало оновлення фірмового стилю компанії.
За підсумками 2012 року консолідований дохід компанії склав близько 1,6 млрд грн. Основними напрямками діяльності, що формують дохід компанії, як і раніше є: інфраструктурне та прикладне ПЗ, інженерна інфраструктура, сервери і СЗД, мережі і телекомунікації. Слід зазначити, що обсяг продажів ІТ-послуг зростає з року в рік. Частка ІТ-аутсорсингу, розробки програмного забезпечення та інших послуг у сумарному доході компанії збільшилася. Серед основних напрямків, які показали найбільше зростання, — інфраструктурне та прикладне ПЗ, мережеве обладнання та сегмент бізнес-рішень (ERP-системи, системи управління взаємовідносинами з клієнтами, ПО бізнес-аналітики та інше). У розрізі продажів компанії за ключовими галузями, найбільшу частку в обороті Інком, як і минулого року, займає фінансовий сектор. Далі йдуть промисловість, ПЕК, телекомунікації, транспорт, будівництво / девелопмент і державне управління. Також спостерігається тенденція стрімкого розвитку аграрного сектора. Продажі компанії в цьому секторі за рік зросли вдвічі. Зростання продажів в 2012 році сталося також у сфері послуг, телекомунікаційної галузі, ПЕК. У рамках довгострокової стратегії в 2013 році компанія продовжує вдосконалення моделі роботи з великими корпоративними структурами та активний розвиток, підвищення ефективності бізнес-напрямку по роботі з підприємствами середнього та малого бізнесу.

## Топ-менеджмент компанії
- Олександр Федченко — президент компанії Інком
- Микола Довженко — віце-президент компанії Інком
- Олег Клименко — віце-президент компанії Інком

## Досягнення
Компанія Інком у травні 2013 посіла 95 місце в рейтингу «Системні інтегратори Європи — ТОП-500», а також стала першою серед українських компаній у цьому рейтингу.
№ 1 на ринку системної інтеграції України з 2005 року за версією рейтингу «ТОП-100 Найкращих компаній України».
За результатами роботи в 2012 році компанія Інком обрана Партнером року Cisco у сегменті корпоративних рішень на території країн СНД та Грузії.
За результатами роботи компанія Інком обрана Партнером Року Microsoft в Україні 2013.
Інком — єдина ІТ-компанія, що увійшла до рейтингу відкритості та системності українських компаній у сфері корпоративної соціальної відповідальності за результатами рейтингу «Гвардія соціально відповідальних компаній, 2012».